# Igreja Paroquial de São Jorge de Abadim
A Igreja Paroquial de São Jorge de Abadim é uma igreja paroquial localizada na freguesia de Abadim, no Município de Cabeceiras de Basto, no Distrito de Braga, em Portugal.

## Características
Apresenta a torre sineira separada do corpo da igreja. Internamente destaca-se o altar-mor, adornado com talha dourada.

## História
Em 1747, a igreja situava-se fora do lugar de Abadim. Constava de cinco altares, o maior com a imagem de São Jorge, patrono da igreja, e quatro mais no corpo da igreja, que era de uma só nave; e havia nela somente a Irmandade do Santíssimo Sacramento. O pároco era abade, apresentado pelo donatário do couto, rendendo quatrocentos mil reis cada ano.